# Jønnevall
Jønnevall är en tidigare tätort i Skiens kommun i Telemark fylke i södra Norge. Orten ligger där fylkesväg 3280 möter fylkesväg 3286, norr om staden Skien.
Mellan 2023 och 2024 har orten räknats som en tätort.
Tidigare har orten tillhört dåvarande Gjerpens kommun.